# پارتنر خوب
پارتنر خوب (انگلیسی: Good Partner; کره‌ای: 굿파트너) یک مجموعه تلویزیونی محصول کره جنوبی به نویسندگی چوی یو نا، به کارگردانی کیم گا رام و آن جی سوک و با بازی جانگ نا را، نام جی هیون، کیم جون هان، پیو جی هون، جی سونگ هیون و هان جه یی است. این مجموعه از ۱۲ ژوئیه ۲۰۲۴، روزهای جمعه و شنبه ساعت ۲۲:۰۰ (کی‌اس‌تی) از اس‌بی‌اس پخش شد.

## بازیگران

### اصلی
- جانگ نا را در نقش چا اون کیونگ[۲]
- نام جی هیون در نقش هان یو ری[۲]
- کیم جون هان در نقش جونگ وو جین[۲]
- پیو جی هون در نقش جون اون هو[۲]
- جی سونگ هیون در نقش کیم جی سانگ[۳]
- هان جه یی در نقش چوی سا را[۳]

### مکمل
- جون یو نا در نقش کیم جه هی[۴]